# Hit&Fun
Hit&Fun – album kompilacyjny j-popowego duetu Puffy AmiYumi wydany 14 lutego 2007 (zobacz 2007 w muzyce).

## Lista utworów
Dysk 1:
1. Tokyo I'm On My Way
2. 海へと (Umi e to - Into the Beach)
3. 渚にまつわるエトセトラ (Nagisa ni Matsuwaru Et Cetera - Electric Beach Fever)
4. HiHi
5. 働く男 (Hataraku Otoko)
6. 赤いブランコ (Akai Buranko - Red Swing)
7. サーキットの娘  (Curcuit no Musume - Wild Girls on Curcuit)
8. パフィーのルール (Puffy no Rule - Puffy's Rule)
9. これが私の生きる道 (Kore ga Watashi no Ikiru Michi - That's The Way It Is)
10. ともだち (Tomodachi - Friends)
11. モグラライク (Mogura Like - Mole-Like)
12. ブギウギ No.5 (Boogie Woogie No.5)
13. Teen Titans Theme
14. 人にやさしく (Hito ni Yasashiku)
15. 愛のしるし (Ai no Shirushi - Sign of Love)
16. Invisible Tomorrow
17. ハズムリズム (Hazumu Rizumu)
18. たららん  (Tararan - Talalan)
19. アジアの純真  (Ajia no Junshin - True Asia)
20. オトメモリアル (Otomemoriaru)

Dysk 2:
1. Call Me What You Like
2. Go Baby Power Now
3. TEEN TITANS THEME -POLYSICS' CR-06 MIX-
4. Basket Case (Live at 日比谷野音　2006/5/13)